# Lutjanus mahogoni
Lutjanus mahogoni és una espècie de peix de la família dels lutjànids i de l'ordre dels perciformes.
Els adults. poden assolir 48 cm de longitud. És un peix marí de clima subtropical i associat als esculls de corall que viu fins als 100 m de fondària.
Menja de nit principalment peixets, gambes, crancs i cefalòpodes.

## Distribució geogràfica
Es troba des de Carolina del Nord (Estats Units) fins al nord-est del Brasil, incloent-hi el Golf de Mèxic i el Carib.